# Europol
Europol er den Europæiske Unions politienhed, som har hjemsted i Haag. Europol blev etableret i oktober 1998. Organisationen har til formål at sikre øget effektivitet og samarbejde mellem myndighederne i unionens medlemslande. Europols opgave er at yde et væsentligt bidrag til den Europæiske Unions indsats mod organiseret kriminalitet og terrorisme, særlig mod kriminelle organisationer, som går på tværs af grænserne i EU-medlemslandene. Alt dette samarbejde sker bl.a. via forbindelsesofficerer i de enkelte lande.

## Historie
Oprettelsen af Europol stammer fra Traktaten om Den Europæiske Union, som blev underskrevet i Maastricht 7. februar 1992. Organisationen blev etableret i Haag, i Holland, og startede en begrænset virksomhed allerede den 3. januar 1994 med Europols enhed for narkotikabekæmpelse – Europol Drugs Unit (EDU). Gradvis er andre vigtige kriminalitetsområder kommet til. Den 1. januar 2002 blev Europols opgaver, udvidet til at omfatte alle alvorlige former for international kriminalitet som er opført i vedlægget til Europol-konventionen. Europol-konventionen blev ratificeret af alle medlemsstaterne og trådte i kraft den 1. oktober 1998. Efter at en række retssager knyttet til konventionen var vedtaget, kunne Europol starte sin virksomhed fuldt den 1. juli 1999.

## Opgaver
Blandt de typer af kriminalitet, som Europol bekæmper, er:
- Narkotikahandel
- Organiseret illegal indvandring
- Ulovlig handel med motorkøretøjer
- Menneskehandel, herunder børneporno
- Falskmøntneri og forfalskning af andre betalingsmidler
- Ulovlig handel med radioaktive og nukleare materialer
- Terrorisme.

Andre prioriteringer for Europol er strafbare handlinger rettet mod personer, økonomisk kriminalitet og internetkriminalitet. Dette gælder hvis en organiseret kriminel struktur er involveret, og to eller flere medlemsstater er berørt.

## Økonomi
Europol finansieres af medlemsstaterne i forhold til deres bruttonationalindkomst (BNI). Budgettet for 2005 var på 63,4 millioner euro.
Finansinspektøren udnævnes af et enstemmigt styre og har ansvar for at føre kontrol med indgåelse af udgiftsforpligtelser og betaling af udgifter samt med fastsættelse og indkassering af indtægter for Europol.
Europols årsregnskab bliver revideret af en fælles revisionskomité som har tre medlemmer, udnævnt af Revisionsretten for Det Europæiske Fællesskab.

## Kontrol
Europol ledes af et styrelsesråd, som har en repræsentant fra hvert medlemsland og en direktør. Europa-Kommissionen har en observatør i styrelsesrådet. Europol står til regnskab over for Rådet, dvs. ministrene, med ansvar for retlige og indre anliggender fra alle EU-landene.

## Internationalt samarbejde
Europol har indgået bilaterale operative og strategiske aftaler med stater og internationale organisationer, således:
Stater:
Island, Norge, Schweiz, Tyrkiet, USA , Rusland, Colombia m.fl.,
Organisationer:
Interpol, Den Europæiske Centralbank, Det europæiske overvågningscenter for narkotika og narkotikamisbrug (EONN), FNs kontor for narkotika og kriminalitet (UNODC), Verdens Toldorganisation (WC) og
Europakommissionen.